# Villy-le-Maréchal
Villy-le-Maréchal é uma comuna francesa na região administrativa de Grande Leste, no departamento de Aube. Estende-se por uma área de 3,29 km². Em 2010 a comuna tinha 191 habitantes (densidade: 58,1 hab./km²).